# Devourment
I Devourment sono un gruppo death metal statunitense, formatosi nel 1995 a Dallas, in Texas.

## Storia
Il loro successo è dovuto in larga parte ai live tenuti a Tokyo, dove si sono esibiti nel 2005 e nel 2008. Il gruppo si è sciolto per 3 volte ed è tornato in attività nel 2005, e attualmente il batterista Brad Fincher è l'unico membro della formazione originale a fare tuttora parte della band. Il gruppo è considerato l'inventore dello slamming brutal death metal, sottogenere del brutal death metal. Nel 2007 muore Wayne Knupp cantante originario e fondatore della band, con la quale incise solo il primo demo (Impaled).

## Discografia

### Album in studio
- 1999 - Molesting the Decapited
- 2006 - Butcher the Weak
- 2009 - Unleash the Carnivore
- 2013 - Conceived in Sewage
- 2019 - Obscene Majesty

### Raccolte
- 2004 - 1.3.8.

### Demo
- 1997 - Impaled

## Formazione

### Formazione attuale
- Ruben Rosas - voce (1999 - 2002, 2014 - presente), chitarra (2005-2014)
- Chris Andrews - chitarra (2014 - presente), basso (2006 - 2014)
- Dave Spencer - basso (2014 - presente)
- Brad Fincher - batteria (1995 - 2001, 2014 - presente)

### Ex componenti
- Wayne Knupp - voce (1995-1997, 2001) R.I.P.
- Braxton Henry - chitarra (1995, 2001)
- Brian "Brain" Wynn - chitarra (1995-1999)
- Kevin Clark - chitarra (1995-1999, 2001, 2002)
- Robert Moore - chitarra (2002)
- Joseph Fontenot - basso (2002)
- Chris Hutto - chitarra (sostituì Kevin Clark) (2002)
- Jeremy Peterson - batteria (2002)
- Mike Majewski - basso (1997 - 1999, 2001), voce (2005 - 2014)